# Charles Mingus
Charles Mingus Jr. (Nogales, 22 aprile 1922 – Cuernavaca, 5 gennaio 1979) è stato un contrabbassista, pianista e compositore statunitense.
Ritenuto uno dei più grandi musicisti e compositori jazz della storia della musica, ha collaborato con i più grandi jazzisti del suo tempo, tra cui Louis Armstrong, Duke Ellington, Charlie Parker, Dizzy Gillespie e Herbie Hancock.
Nel 1993, la Biblioteca del Congresso acquistò alcuni documenti di Mingus, inclusi spartiti, registrazioni, materiale pubblicitario e fotografie. Questa collezione, venne definita "l'acquisizione più importante di una raccolta di manoscritti relativi al jazz nella storia della Biblioteca nazionale".
La rivista Rolling Stone lo ha inserito al secondo posto tra i migliori bassisti di tutti i tempi.

## Biografia
Genio "pazzo e arrabbiato" per sua stessa definizione, studia il trombone e il violoncello prima di passare al contrabbasso su consiglio del sassofonista e amico Buddy Collette.
Mingus, ossessionato dagli atteggiamenti di razzismo nei suoi confronti da parte sia di bianchi che di neri a causa delle sue origini meticce, è uno dei primi a fondere musica e politica nei propri brani e, inoltre, mostra subito una fortissima spinta a primeggiare.
Decide così di diventare il migliore bassista sulla scena, e ci riesce nel giro di pochi anni, studiando prima con Red Callender, che suonò con Louis Armstrong, e poi con Hernan Reinshagen - primo contrabbassista della New York Philharmonic - nel corso della sua carriera suona Illinois Jacquet, Dinah Washington; quando nel 1947 entra nell'Orchestra di Lionel Hampton, è già leader di propri gruppi e ha già fatto i primi tentativi di composizione.
Mingus ebbe una prima infarinatura musicale grazie ai canti gospel delle congregazioni religiose di Watt a Los Angeles, realtà con cui venne a contatto durante gli anni dell'infanzia. Il blues ed il jazz delle origini sono state una delle sue fonti d'ispirazione ma non le uniche: nel corso della sua vita le sue fonti di ispirazione sono state anche extra-jazzistiche. Egli infatti ascolta Bach ogni giorno, studia Richard Strauss e Arnold Schönberg, non nasconde una passione per Claude Debussy e Maurice Ravel e si avvicina all'intellettualismo di Lennie Tristano. Nonostante il periodo in cui iniziò a suonare, fu molto più influenzato da Duke Ellington che da Charlie Parker. Il suo attaccamento ad Ellington, alla sua concezione del sound orchestrale anziché puramente solistico, valsero a Mingus il soprannome di Baron.
Inizia a suonare cool-bop in trio con Red Norvo (vibrafono, leader) e Tal Farlow (chitarra) per poi entrare in contatto con i grandi beboppers neri (Bud Powell, Parker, Dizzy Gillespie, Miles Davis, Oscar Pettiford).
Nel 1952 fonda insieme a Max Roach la Debut Records, etichetta indipendente dall'esistenza difficile. Nel 1953 partecipa a Toronto a un concerto con C. Parker, D. Gillespie, B. Powell e M. Roach, canto del cigno del bop.

### I successi e le grandi collaborazioni
Già dagli inizi degli anni Cinquanta aveva praticato l'improvvisazione collettiva; dal 1955 comincia a realizzare incisioni con propri gruppi che incorporano elementi hard-bop e free (da ricordare Pithecanthropus erectus e le sirene e i rumori di A foggy Day in San Francisco) e riscopre gli amori giovanili per i suoni messicani (Tijuana Moods) e per la church music (Blues and Roots).
Si susseguono nei suoi gruppi i migliori trombonisti (Britt Woodman, Eddie Bert, Willie Dennis, Jimmy Knepper, Quentin Jackson, Jimmy Cleveland), sassofonisti (Jackie McLean, John Handy, Shafi Hadhi, Benny Golson, Pepper Adams, Yusef Lateef, Jerome Richardson, Roland Kirk), trombettisti (Richard Williams, Johnny Coles, Don Ellis, Clark Terry, lo sfortunato Clarence Shaw), pianisti (Mal Waldron, Bill Evans, Horace Parlan, Toshiko Akioshi, Roland Hanna, Jaki Byard) e il fido batterista Dannie Richmond.
Sulla scia della rivoluzione di Ornette Coleman nel 1960, Mingus licenzia quasi tutti e fonda un quartetto con Eric Dolphy (sassofono alto, flauto e clarinetto basso), il giovane Ted Curson alla tromba e il fido Richmond, coi quali realizza Charles Mingus Presents Charles Mingus, uno dei suoi dischi più riusciti contenente la versione più convincente di Fables of Faubus, brano scritto contro il segregazionista governatore di Little Rock (Arkansas) Orval E. Faubus. A proposito di questo brano, bisogna dire che Mingus aveva scritto il pezzo per inserirlo nell'album Mingus Ah Um (1959) ma la Columbia aveva rifiutato che il musicista lo registrasse con del testo. Mingus non si diede per vinto e ripubblicò il brano originale l'anno seguente per la propria casa discografica (Candid Records) intitolandolo perciò Original Faubus Fables.
Con l'aggiunta di Booker Ervin (sassofono tenore al contempo churchy e acrobatico) e, in un brano, dell'ospite Bud Powell, il live ad Antibes è forse il miglior lavoro mai pubblicato - a pari merito con The Black Saint and the Sinner Lady, suite per balletto che riassume le radici musicali di Mingus e gli elementi della sua originalità.
La nascita del jazz modale, la pubblicazione del libro Lydian Chromatic Concept of Tonal Organization di George Russell, fino al successo musicale di Milestones e Kind of Blue di Miles Davis (1959) aprono a un nuovo corso del jazz, distinto dai sistemi tonali più europei e orientato verso una scelta delle note che non è più dettata dall'armonia generale della composizione, ma dalla loro singola e autonoma tonalità modale rispetto ad una precisa scala di valori.
Il periodo più creativo di Mingus, ricco di composizioni e di sperimentazioni sia discografiche sia in concerto condotte in tutte le direzioni musicali (anche oltre il free) si chiude in modo emblematico con la tournée in Europa dell'aprile 1964 per la quale il musicista ha radunato un sestetto formidabile, anche se forse non perfettamente amalgamato: sezione ritmica composta da Mingus, Richmond e Byard, ai fiati Dolphy, Clifford Jordan al sax tenore e il trombettista Johnny Coles.
La band si esibisce ad Amsterdam, Oslo, Stoccolma, Copenaghen, Liegi, in Germania, in Italia (a Bologna e Milano) e a Parigi, in due concerti alla Salle Wagram e al Théâtre des Champs-Elysées, documentati nel triplo LP The Great Concert of Charles Mingus.
Nonostante il gruppo suoni in maniera impeccabile, come testimoniano anche i molti bootleg e i tre video registrati a Oslo, Stoccolma e Liegi di quei concerti e delle loro prove, il tour è condizionato dalle intemperanze del leader e costellato di incidenti che culminano nel ricovero d'urgenza in ospedale di Coles, svenuto sul palco a Parigi la sera di venerdì 17 per una emorragia interna. Quando la band fa ritorno negli Stati Uniti, Dolphy non è con loro. Ha infatti deciso di fermarsi in Europa, dove ha formato un suo gruppo con il pianista Misha Mengelberg, il bassista Jacques Schols e il batterista Han Bennink.
Il 28 giugno, Dolphy viene colto da un attacco di iperglicemia diabetica a Berlino, cade in coma e, il giorno successivo muore. La settimana precedente aveva compiuto 36 anni. Per ironia della sorte, uno dei cavalli di battaglia della sua ultima tournée con Mingus era il brano intitolato So Long Eric (per intero Don't Stay Over There Too Long, Eric), un esplicito invito rivolto dal bassista a Dolphy affinché tornasse stabilmente con il suo gruppo quanto prima.

### Il declino
La morte di Dolphy avvenuta nel 1964 è come un macigno, e dopo un paio di insuccessi organizzativi, Mingus si ritira nel suo guscio fatto di psicofarmaci fino alla fine del decennio. Negli anni settanta torna lentamente sulla breccia con un nuovo gruppo e nuove composizioni estese (Changes One and Two con George Adams, Don Pullen, Jack Walrath e Richmond).
Nel 1977 gli viene diagnosticato il morbo di Lou Gehrig e, nonostante gli sforzi e i tentativi con una leggendaria guaritrice messicana, il grande musicista muore il 5 gennaio 1979 all'età di 56 anni. La morte lo coglie mentre lavora a un progetto musicale congiunto con la cantautrice canadese Joni Mitchell, alla quale Mingus aveva affidato alcune musiche (alcune anche del suo repertorio storico come Goodbye Pork Pie Hat) affinché lei potesse scrivere dei testi su di esse. L'album vedrà comunque la luce e significativamente verrà intitolato, dalla stessa Mitchell, Mingus.
La vedova Sue Graham Mingus gestisce il lascito musicale attraverso la Mingus Big Band.

### Mingus e il jazz italiano
Considerevole è l'influenza esercitata dalla produzione mingusiana sul percorso di numerosi jazzisti italiani, da Tino Tracanna a Bruno Tommaso, da Roberto Spadoni a Giovanni Maier e a Riccardo Brazzale, la cui Lydian Sound Orchestra ha eseguito in prima assoluta con la Compagnia di Balletto Abbondanza/Bertoni, in forma di opera-ballet, "The Black Saint and the Sinner Lady" (2014, Mart Rovereto). Il musicologo Stefano Zenni ha pubblicato numerosi saggi e libri su argomenti mingusiani.

### Charles Mingus Day
Proprio Stefano Zenni e il Comitato UNESCO Jazz Day Livorno promosso da Andrea Pellegrini hanno proclamato il 22 aprile di ogni anno, data di nascita di Mingus, dal 2019, quarantesimo della morte, "Charles Mingus Day" in collaborazione con il Museo di Storia Naturale del Mediterraneo di Livorno in occasione delle iniziative per la ottava UNESCO International Jazz Day 2019.
In seguito a una ricerca promossa dal comitato livornese e dalla ricercatrice Chiara Carboni, erano infatti emerse numerose prove, costituite da articoli di giornali dell'epoca e fotografie, dell'episodio, finora ritenuto leggendario dai più, secondo il quale nei giorni della morte di Mingus, avvenuta come detto a 56 anni in Messico, 56 capodogli si arenarono sulla costa messicana.
Altra coincidenza, vista da molti come leggendaria e invece reale, sta nel fatto che, come Mingus, anche i capodogli furono cremati. L'episodio era del resto citato da Joni Mitchell nelle note di copertina al suo disco Mingus (1979). Per questo, la proclamazione della Charles Mingus Day è avvenuta in collaborazione col Museo citato facendo eseguire dal bassista jazz Nino Pellegrini alcune composizioni mingusiane all'interno dello scheletro della balenottera Annie, fra i più grandi scheletri di cetacei esistenti conservati integralmente.

## Discografia
- 1951 Strings and keys - Debut
- 1955 Mingus at the Bohemia - Debut
- 1956 Pithecanthropus erectus - Atlantic
- 1957 The Clown - Atlantic (Pubblicato nel '61)
- 1957 Mingus Three - Jubilee
- 1957 East Coasting - Affinity
- 1957 Tijuana Moods - RCA
- 1959 Jazz Portraits - Blue Note
- 1959 Mingus Ah Um - Columbia
- 1959 Mingus in Wonderland - Columbia
- 1960 Mingus Dynasty - Columbia
- 1960 Mingus at Antibes - Atlantic (Live)
- 1960 Charles Mingus Presents Charles Mingus - Candid
- 1960 Blues & Roots - Atlantic
- 1960 Mingus! - Candid
- 1961 Oh Yeah - Atlantic
- 1961 Tonight at Noon - Atlantic
- 1961 Mysterious Blues - Candid
- 1963 The Black Saint and the Sinner Lady - Impulse! (suite per danza)
- 1963 Mingus Mingus Mingus Mingus Mingus - Impulse!
- 1963 Mingus Plays Piano - Impulse!
- 1964 The Great Concert of Charles Mingus - Prestige (Live)
- 1964 Live in Europe
- 1964 Mingus in Europe Volume I - Enja (Live)
- 1964 Mingus in Europe Volume II - Enja (Live)
- 1964 Mingus at Monterey - Fantasy (Live)
- 1971 Let My Children Hear Music - Columbia
- 1972 Charles Mingus and Friends in Concert - Columbia
- 1973 Mingus Moves - Atlantic
- 1974 Mingus at Carnegie Hall - Atlantic
- 1974 Changes One - Atlantic
- 1974 Changes Two - Atlantic
- 1976 Cumbia & Jazz Fusion - Atlantic
- 1977 Three of Four Shades of Blues - Atlantic
- 1979 Me, Myself an Eye - Atlantic (Mingus, già malato, scrisse la partitura e controllò ogni fase della registrazione, pur non potendo suonare lui stesso)
- 1991 Charles Mingus Sextet Live - Blue Jazz